# Klimczok

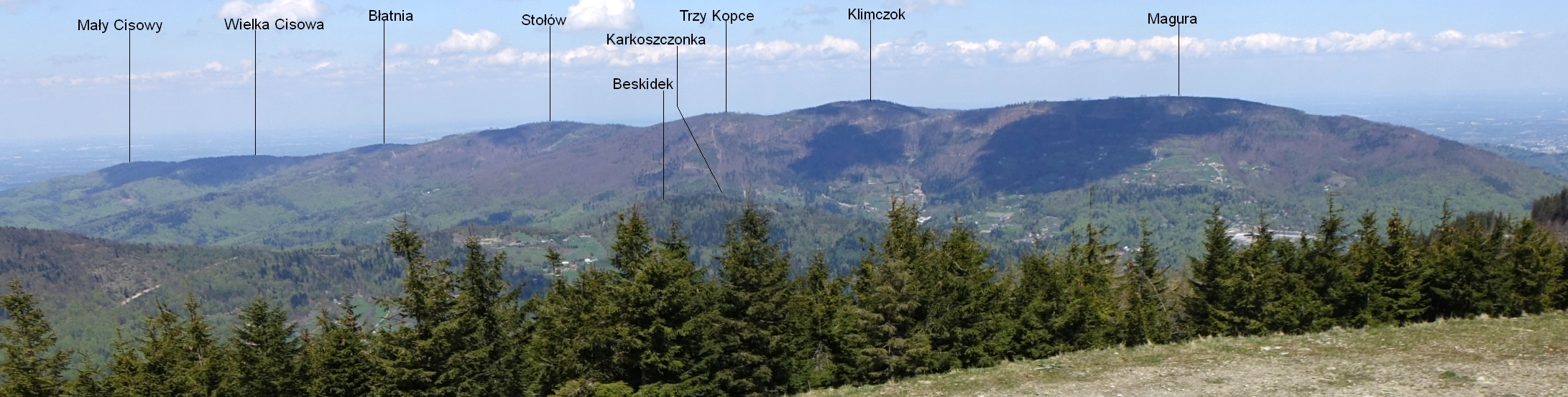
Widok na Klimczok ze Skrzycznego

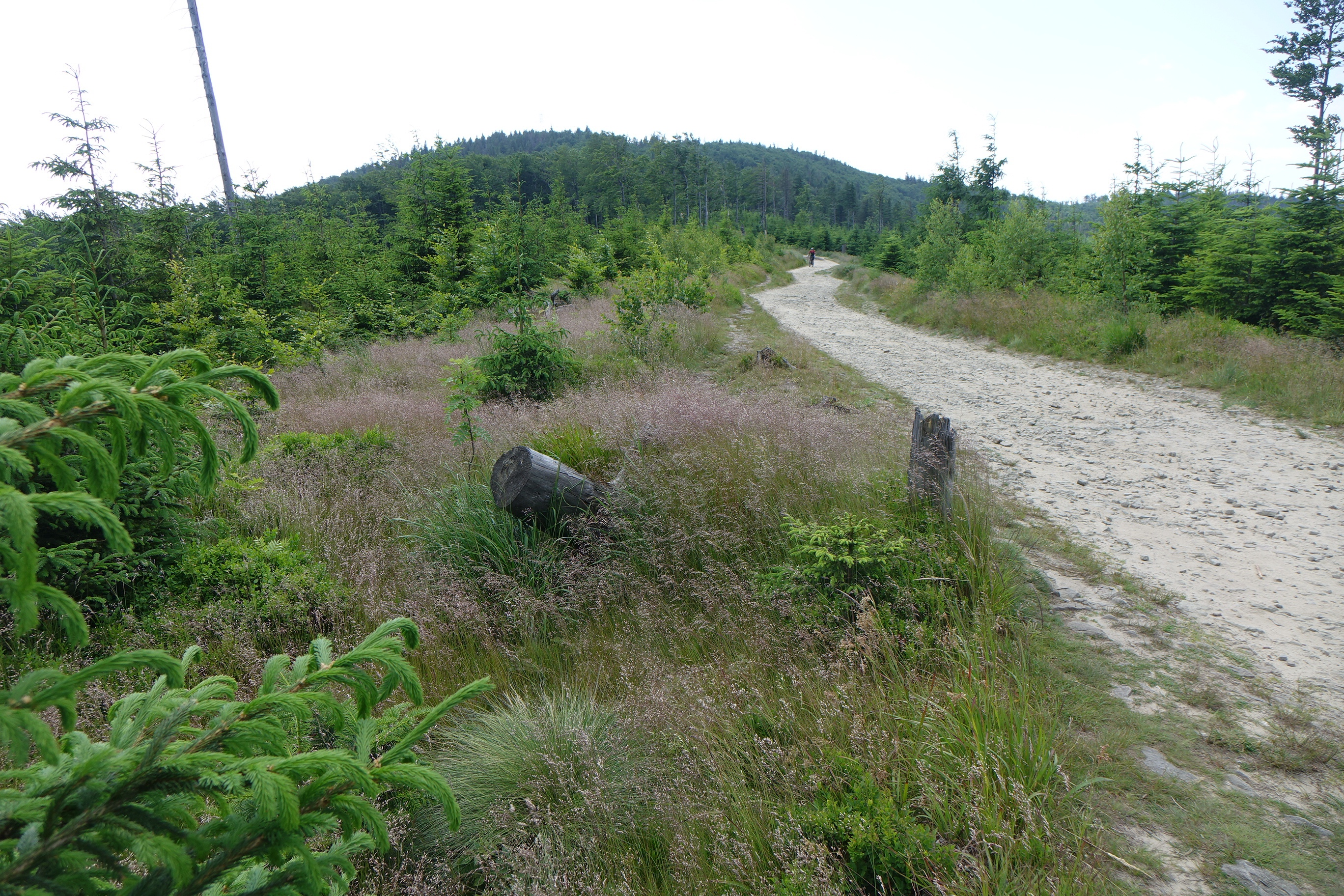
Podejście z Szyndzielni na Klimczok

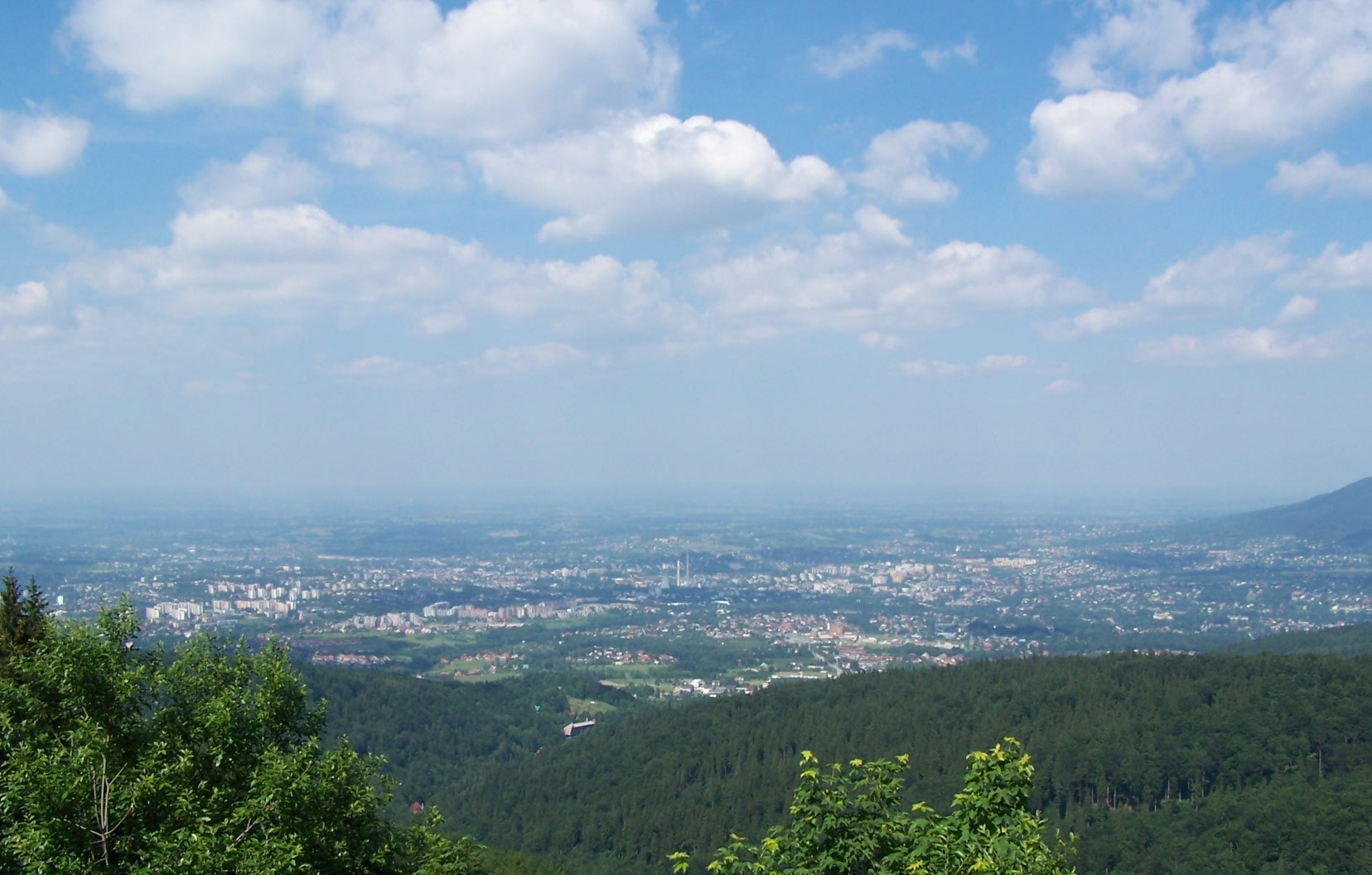
Widok z Klimczoka na Bielsko-Białą

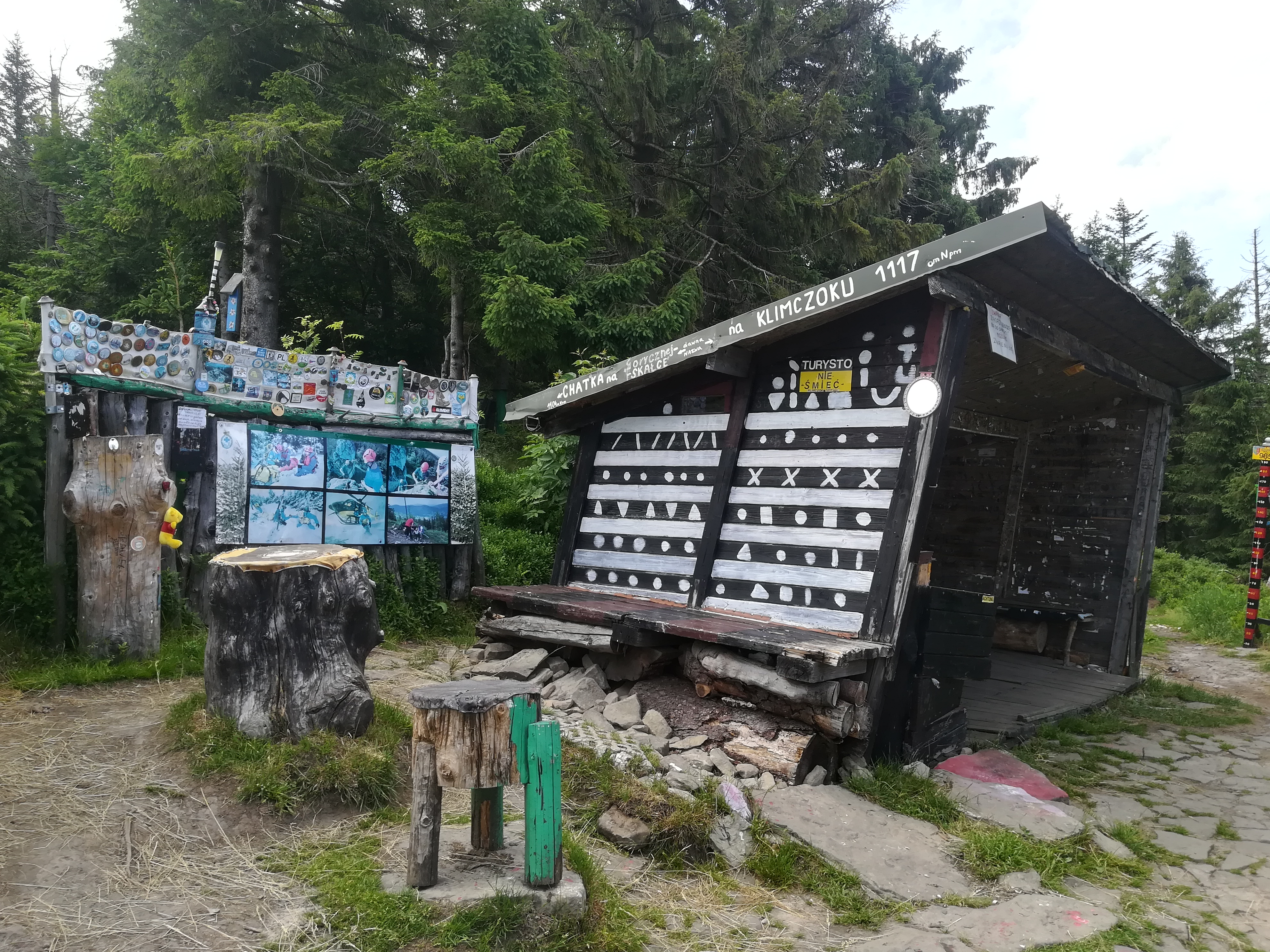
Chatka na Klimczoku

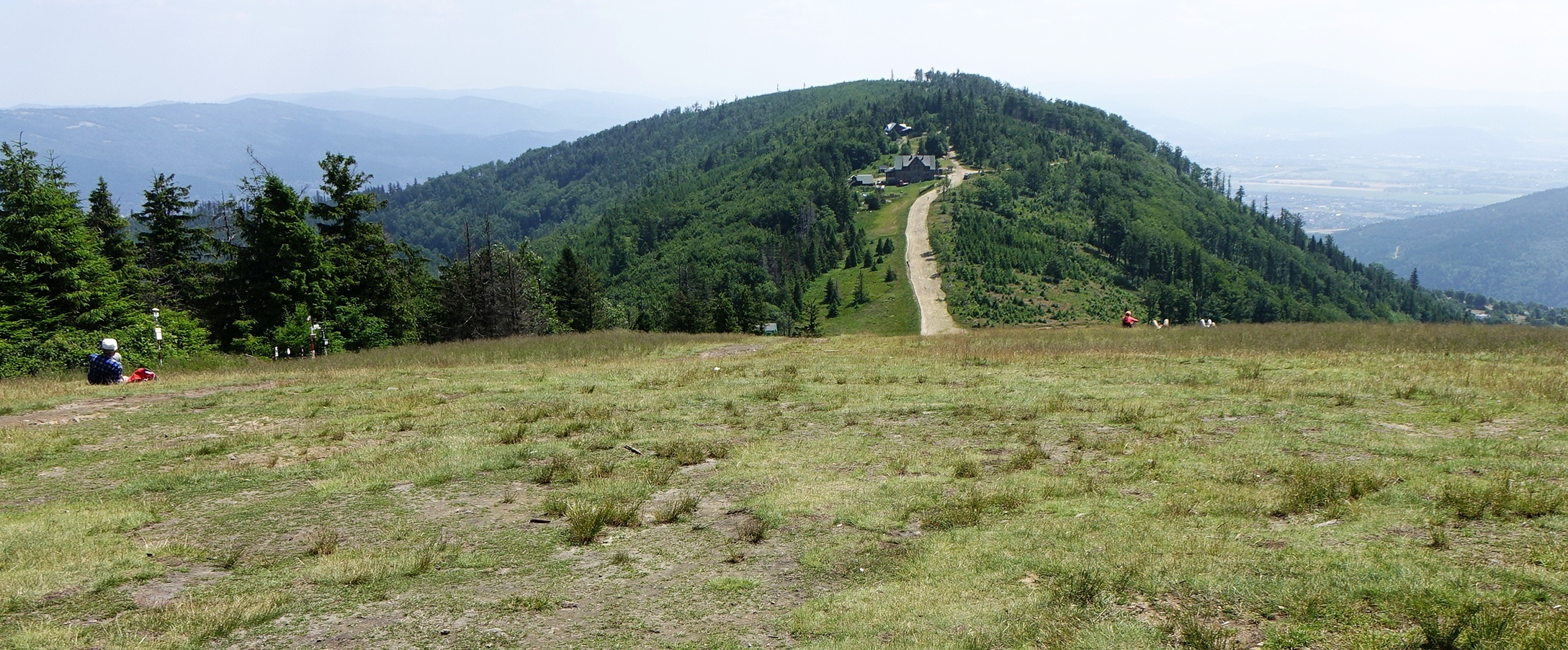
Magura i przełęcz Kowiorek

Klimczok (1117 m n.p.m.) – szczyt w Paśmie Klimczoka i Szyndzielni w Beskidzie Śląskim. Przebiega przezeń granica administracyjna między Bielskiem-Białą i Szczyrkiem. Przez szczyt biegnie też historyczna granica pomiędzy Śląskiem i Małopolską.

## Nazwa
Jeszcze na początku XIX w. góra nazywana była Goryczną Skałką lub po prostu Skałką. Na zachodnich zboczach góry, tuż pod szczytem, ciągnie się system rowów grzbietowych i rozpadlin skalnych (skąd pierwotna nazwa), w których znajduje się kilka niewielkich jaskiń. Największa z nich, długości 26 m, miała być według lokalnych podań kryjówką słynnego zbójnika żywiecko-śląskiego pogranicza – Klimczoka. Od jego nazwiska w epoce romantyzmu poszła obecna nazwa szczytu, używano również nazwy Klimczak.

## Opis
Usytuowany w grzbiecie, podchodzącym tu od południowego zachodu, z Trzech Kopców, jest Klimczok zwornikiem dla grzbietu opadającego łagodnie na północ ku Szyndzielni oraz drugiego, odchodzącego na wschód ku Magurze. Wierzchołek Klimczoka ma kształt kopca o zaokrąglonym szczycie. Grzbiety odchodzące od niego są dość szerokie, za to stoki opadające ku dolinom Białki (na północnym wschodzie), Potoku Wilczego (na południu) i Barbary (na zachodzie) są strome i porośnięte bukowo-świerkowymi lasami. Na północno-wschodnich stokach Klimczoka znajdują się źródła Białki.
W zboczach Klimczoka znajdują się dwie jaskinie: Jaskinia Ali Baby w Klimczoku i Jaskinia Piętrowa w Klimczoku.
Na szczycie znajduje się stalowy maszt z antenami przekaźników telekomunikacyjnych. Z istniejącej do końca lat 70. XX w. na wierzchołku Klimczoka drewnianej wieży triangulacyjnej widać było znaczną część Karpat Zachodnich od Łysej Góry na zachodzie po Tatry na południowym wschodzie. Wieży już nie ma i obecnie, z uwagi na podrastające wokół wierzchołka drzewa, widok ogranicza się jedynie do sektora południowo-wschodniego, w którym ponad grzbietami Beskidu Żywieckiego królują szczyty Tatr.
Z rzadkich w Polsce gatunków roślin rośnie na Klimczoku tojad morawski. Na Klimczoku w granicach leśnictwa Biła (Nadleśnictwo Bielsko) rośnie grupa drzew przekraczających 45 metrów wysokości, wśród których kilka przekracza 53 m, a jedna daglezja zielona na początku 2018 roku osiągała ok. 57 metrów (dokładny wynik zależy od sposobu pomiaru), a jej wiek był szacowany na 115 lat.
Na Klimczoku średnia roczna temperatura wynosi 5–6 °C. Pokrywa śnieżna o grubości ok. 220 cm utrzymuje się przez około 125 dni w roku, od początku listopada do początku maja. Maksymalną pokrywę śnieżną na Klimczoku zanotowano 14 marca 1993 i wyniosła ona 305 cm. Klimczok cechują duże opady do 1300 mm rocznie. Przez około 79 dni w roku świeci słońce. Wybierając się na Klimczok warto zabrać ze sobą okrycie przeciwdeszczowe.

## Turystyka
Na przełęczy Kowiorek pomiędzy Klimczokiem i Magurą znajduje się skrzyżowanie szlaków pieszych do Szczyrku, Bystrej, Brennej na Przełęcz Salmopolską, przełęcz Karkoszczonkę, Szyndzielnię i Błatnią.
Do nazwy szczytu nawiązuje schronisko PTTK Klimczok, znajdujące się w odległości 700 m na wschód.
Na polanie, pokrywającej wschodnie ramię Klimczoka opadające ku Kowiorkowi, działa narciarski wyciąg talerzykowy długości 430 m.
Szlaki turystyczne na Przełęcz pod Klimczokiem
 ze Szczyrku Centrum przez Podmagurę – 1:45 h
 z Bystrej przez Magurę – 1:45 h
 ze Szczyrku Centrum Szczyrk Biła – 1:45 h
 ze stacji PKP Wilkowice Bystra – 2:00  h
 potem  z Błatniej przez Stołów – 1:45 h
 ze stacji PKP Wilkowice Bystra przez Chatę na Groniu – 2:45 h
 z Karkoszczonki – 1 h
 z Szyndzielni – 30 min
 ze szczytu Klimczoka – 10 min
  z Wapienicy przez Szyndzielnię – 2 h.

## Kultura
Stanisław Gola napisał wiersz „Z pobocza” traktujący o Klimczoku.